# Anders Lindorff
Anders Lindorff, född mars 1704 i Torpa församling, Östergötlands län, död 28 december 1791 i Furingstads församling, Östergötland, var en svensk präst.

## Biografi
Anders Lindorff föddes 1704 i Torpa socken. Han var son till bonden Håkan Andersson på Kvarnkulla under Lindekulla och Karin Svensdotter. Lindorff studerade i Linköping och blev 20 maj 1727 student vid Uppsala universitet. Han avlade 5 juni 1732 examen i teologie och 9 december 1734 filosofie kandidatexamen. Lindorff prästvigdes 14 februari 1735 och blev pastor och syssloman vid Norrköpings hospital. Han avled 13 juni 1743 pastoralexamen och blev 11 november 1752 kyrkoherde i Furingstads församling. Lindorff avled 1791 och begravdes 10 januari 1792.
Han var riksdagsman för prästeståndet vid riksdagen 1771–1772.

### Familj
Lindorff gifte sig 25 juni 1738 med Hedvig Ulrica Ljunberg (1705–1776), dotter till kyrkoherden Petrus Ljungberg i Eskilstuna och Catharina Skraggensköld. De fick tillsammans barnen lantbrukaren Petrus Lindorff (1739–1809) i Drothems socken, Jacob Lindorff (1741–1741), Johanna Lindorff (född 1742), Catharina Lindorff (född 1743) och Jacob Lindorff (född 1745).